# Tantilla moesta
Tantilla moesta (петенська багатоніжкова змія) — вид змій родини полозових (Colubridae). Мешкає в Мексиці і Гватемалі.

## Поширення і екологія
Петенські багатоніжкові змії мешкають на півострові Юкатан в мексиканських штатах Юкатан і Кінтана-Роо, а також на півночі гватемальського департаменту Петен. Можливо, вони також зустрічаються в мексиканському штаті Кампече та в Белізі. Вони живуть у вологих і сухих тропічних лісах та в колючих заростіх, на висоті до 200 м над рівнем моря.